# SHALL WE LOVE?
「SHALL WE LOVE?」（シャル・ウィー・ラヴ）は、ハロー!プロジェクトのユニットごまっとうのシングル。2002年11月20日にPICCOLO TOWNより発売された。

## 解説
ハロー!プロジェクト内でソロ活動を行っていた松浦亜弥、藤本美貴、モーニング娘。を卒業してソロ活動をしていた後藤真希の3人による期間限定ユニットとして活動。グループとしての作品リリースは本作のみ（厳密には同年12月4日リリースのシングルVとの2作）である。
メンバー3人は後藤がPICCOLO TOWN、松浦がzetima、藤本がhachamaと、3人とも別々のレーベルに所属していた。
当初、後藤真希のソロ独立第1作（モーニング娘。卒業後初のソロシングル）が発売予定であったが、それがキャンセルされて急遽ごまっとうを結成、シングルリリースとなった。その為PICCOLO TOWNから発売されている。
リリース時期が年末押し詰まっていたせいもあり、通常ハロー!プロジェクトの歌手の作品の集大成として年末に発売される『プッチベスト』シリーズのCDやDVDには収録されなかった。また、翌春にリリースされた3人それぞれのソロアルバムに於いて、3人それぞれに別趣向を凝らした「SHALL WE LOVE?」のソロバージョンが競作されている。
長らくオリジナルバージョンのアルバム収録がなかったが、2007年のコンピレーションアルバム『つんく♂ベスト作品集(下)「シャ乱Q〜モーニング娘。」〜つんく♂芸能生活15周年記念アルバム〜』にてアルバム初収録となった。
発売週のオリコン週間シングルチャートでは1位を獲得。モーニング娘。からの派出ユニットを除くハロー!プロジェクト内のシャッフルユニットとしては初の1位獲得となり、松浦・藤本にとっても初のオリコン1位獲得作品となる（後藤はグループ含め、ソロシングル「愛のバカやろう」でシングル1位を獲得済）。

## 収録曲
全作詞・作曲：つんく
1. SHALL WE LOVE?
編曲：AKIRA
2. SHALL WE LOVE? (Cool groove mix)
編曲：SHO-1
3. SHALL WE LOVE? (Airly healing mix)
編曲：山村哲也
4. SHALL WE LOVE? (Instrumental)

## 参加ミュージシャン
SHALL WE LOVE?
- 全ての楽器：AKIRA
- コーラス：つんく・AKIRA

## カバー
- 松浦亜弥 - アルバム『T・W・O』（2003年1月29日）に収録。
- 後藤真希 - アルバム『マッキングGOLD①』（2003年2月5日）に収録。
- 藤本美貴 - アルバム『MIKI①』（2003年2月26日）に収録。